# Какво е третото съсловие?
„Какво е третото съсловие?“ (на френски: Qu'est-ce que le tiers-état?) е политически памфлет на френския общественик абат Еманюел Сийес, публикуван през 1789 година.
Издаден анонимно в началото на годината в отговор на инициираната от финансовия министър Жак Некер обществена дискусия за предстоящото свикване на Генералните щати, той защитава тезата за ключовото значение на третото съсловие за обществения живот, икономиката и фиска, съпътствано от пълното му лишаване от политическо влияние. Брошурата се превръща в манифест на привържениците на политически реформи в страната и оказва силно влияние върху началния период на Френската революция.
Памфлетът започва с три основополагащи въпроса и техните отговори:
| „ | Какво е третото съсловие? Всичко. Какво бе то досега в политическия ред? Нищо. Какво иска то? Да бъде нещо. | “ |

Авторът формулира концепцията за нацията като общност от свободни и равни помежду си граждани, които се подчиняват на общи за всички закони и живеят заедно върху една и съща територия. Нацията създава общите ценности в обществото, а от нея произтича всичката власт в държавата. Третото съсловие олицетворява нацията и на практика няма нужда от останалите две съсловия. Благородниците не произхождат от народа, а освен това защитават не общото благо, а собствените си интереси:с. 37.
Памфлетът съдържа искания за промяна в представителността, сред които:
1. Истинско представителство на населението в Генералните щати на Франция.
2. Удвояване на броя на представителите от третото съсловие.
3. Гласуване по единично, а не колективно като съсловие.

Памфлетът предизвиква сензация. През първите няколко седмици са продадени над 30 000 броя и скоро след това се появяват още три издания:с. 37.
С помощта на Некер първите две искания са реализирани и кралският указ от края на януари 1789 г. посочва удвоен брой представители на третото съсловие, което се оказва от решаващо значение за последвалите събития. След като на 5 май Генералните щати се събират във Версай, на 17 юни депутатите на третото съсловие се провъзгласяват за Национално събрание, което няколко седмици по-късно се превръща в първото Учредително събрание, дало началото на Френската революция.
Критиката на Сийес срещу привилегиите на благородниците се превръщат във фокус на заседанията, а не след дълго депутатите се обръщат и срещу духовенството и Църквата. В периода от 4 до 11 август 1789 събранието приема 18 декрета, касаещи отмяната на различни привилегии на духовенството и дворянството, включително сеньориални права.